# Нижний Семен-Егор-Ёль
Нижний Семен-Егор-Ёль, Семён-Егор-Ёль — река в России, протекает по территории округа Вуктыл и Троицко-Печорского района Республики Коми. Устье реки находится в 97 км по правому берегу реки Когель. Длина реки составляет 10 км.
Исток реки к северу от болота Габенюр в 72 км к югу от Вуктыла. Вскоре после истока перетекает из округа Вуктыл в Троицко-Печорский район. Река течёт на юго-восток, всё течение проходит в ненаселённой, холмистой тайге. Впадает в Когель в 76 км к северо-востоку от Троицко-Печорска.

## Данные водного реестра
По данным государственного водного реестра России относится к Двинско-Печорскому бассейновому округу, водохозяйственный участок реки — Печора от истока до водомерного поста у посёлка Шердино, речной подбассейн реки — Бассейны притоков Печоры до впадения Усы. Речной бассейн реки — Печора.
По данным геоинформационной системы водохозяйственного районирования территории РФ, подготовленной Федеральным агентством водных ресурсов:
- Код водного объекта в государственном водном реестре — 03050100112103000059317
- Код по гидрологической изученности (ГИ) — 103005931
- Код бассейна — 03.05.01.001
- Номер тома по ГИ — 03
- Выпуск по ГИ — 0